# Psephellus
Psephellus es un género de plantas con flores de la familia de las asteráceas. Anteriormente sus especies estaban incluidas en 12 secciones del género Centaurea. Comprende 141 especies descritas y de estas, solo 90 aceptadas.

## Descripción
Son hierbas perennes con hojas tomentosas, no decurrentes y con capítulos solitarios en el extremo del tallo y de las ramas. Las brácteas involucrales tienen un apéndice apical no o poco decurrente, escarioso pero no espinoso. Los flósculos periféricos son estériles, con estaminodios. Las cipselas son estrechamente ovoides, con pilosidad  esparcida. El vilano, más corto que el aquenio, es heterómorfo, con el exterior en varias filas de cerdas/escamas escábridas; el interno similar al exterior, pero algo más ancho y más corto que la fila más interna del exterior.

## Distribución
Crece en Asia central y del suroeste, Europa (Europa Central, Turquía, único país del arco mediterráneo donde el género está representado.) y Rusia; una especie (Psephellus sibiricus) en China.

## Taxonomía
El género fue descrito por Alexandre Henri Gabriel de Cassini y publicado en Dictionnaire des Sciences Naturelles, [2.ª ed.], 43, p. 488, 1826.

## Especies
- Véase: Anexo:Especies del género Psephellus